# I Miss You (film)
I Miss You è un cortometraggio brasiliano del 2015 creato dall'attore e regista Paulo Leão.
Con una carriera internazionale, I Miss You è stato premiato all'IOFF International Open Film Festival - USA, oltre a ricevere nomination in altri festival.

## Trama
Attraverso immagini suggestive e con il supporto della musica degli Snowflake, I Miss You parla in modo poetico del tema della 'saudade'.

## Distribuzione
Il film è stato presentato in anteprima nel 2015 in Russia, partecipando del Russian Film Festival.
I Miss You ha ricevuto nel 2016 in Premio di acquisizione all'International Open Film Festival 2016.
Ancora nel 2016 è designato a Candidatura al Miglior Film al Industry BOOST Competition negli Stati Uniti.
Selezioni Ufficiali
- 2015 Russian Film Festival - Russia
- 2015 Festival Internacional do Minuto - Online
- 2015 Barcelona Planet Film Festival - Spagna
- 2016 Miniature Film Festival Vermont - Canada
- 2016 All Lights India International Film Festival - India
- 2016 TIF Video Challenge - Cipro
- 2016 Ekurhuleni International Film Festival - Sud Africa
- 2016 International Open Film Festival - India
- 2016 Allucinema Fest Puebla - Messico
- 2016 IndustryBOOST Competition - USA
- 2018 Video Sony Kando Los Angeles - Stati Uniti
- 2014 Shortverse - Online